# Tongiaki

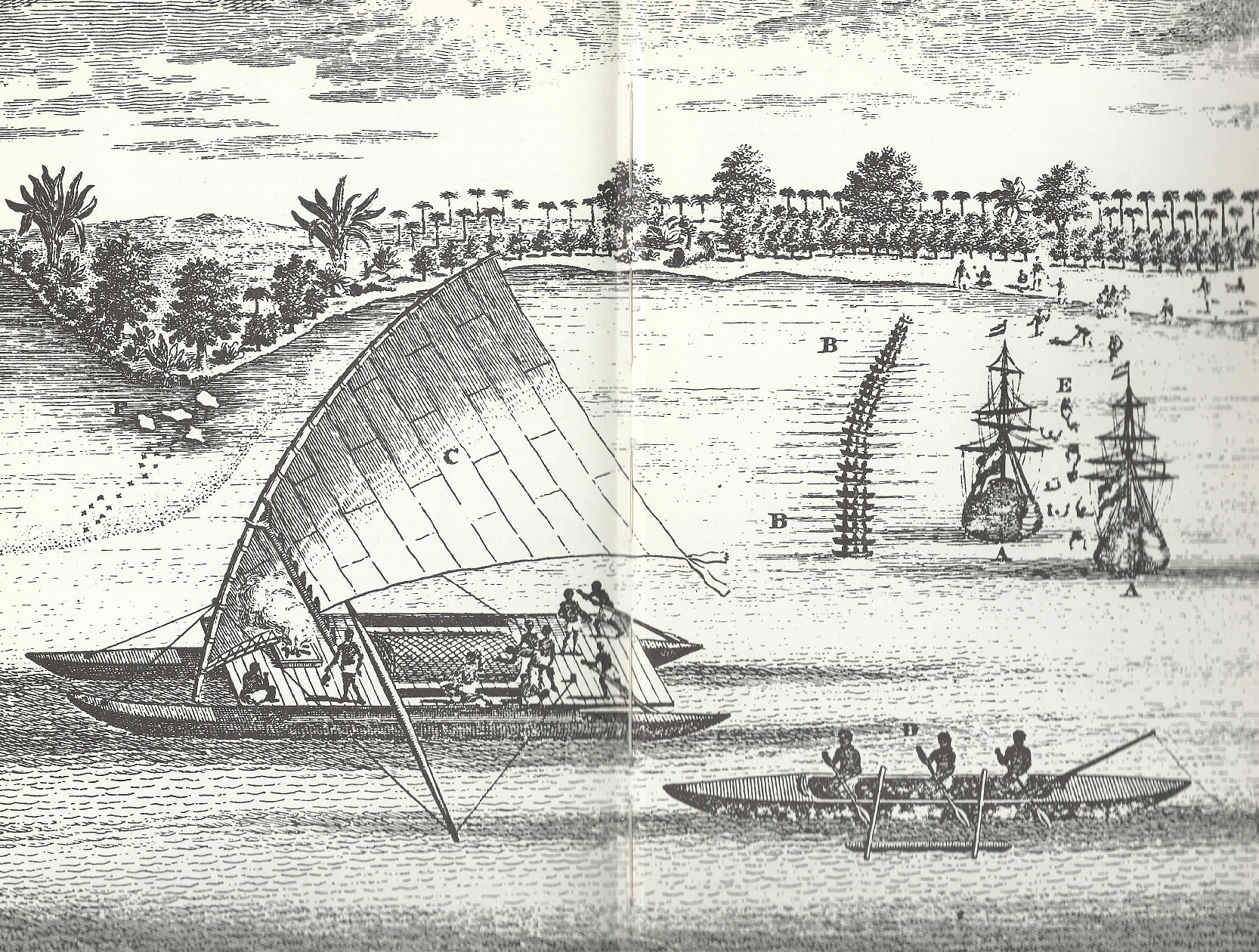
Tongiaki, boktryck av Abel Tasman

Tongiaki var en båttyp som användes i Polynesien för resor över havet.
De flesta Tongiaki var 10 till 20 meter långa och ibland hade de en längd av upp till 40 meter. De liknade i grundkonstruktionen en katamaran och de hade ett trekantigt segel av palmblad. Båtarnas två delar påminde om en skyttel i formen och främre samt bakre spetsen var uppåt böjd. Delarnas tvärsnitt liknade ett hjärta. Tongiaki hade förmåga att bära 200 passagerare under korta resor eller 50 till 60 passagerare samt last under långa resor. Båtarna nådde en hastighet av 7 till 8 knop. De styrdes med två roder och seglet sänktes ner vid hård vind.
För europeiska sjöfarare blev båttypen känd 1616. James Cook gjorde 1773 en detaljerad beskrivning. Under tiden blev en annan båttyp vanligare på Tonga som kom från Fiji.